# Борис Кустодијев
Борис Михајлович Кустодијев (рус. Бори́с Миха́йлович Кусто́диев; 7. март 1878 — 28. мај 1927) био је руски и совјетски сликар и сценограф.

## Рани живот
Борис Кустодијев је рођен у Астрахану у породици професора филозофије, историје књижевности и логике у месној богословији. Отац му је умро млад, а сви финансијски и материјални терети пали су на његову мајку. Породица Кустодјиев изнајмила је мало крило у кући богатог трговца. Тамо су се дечаку формирали први утисци о начину живота провинцијског трговачког сталежа. Уметник је касније написао: „Цео тенор богатог трговачког начина живота био ми је пред носом... Било је то као нешто из драме Островског.“ Уметник је годинама чувао сећање на запажања из детињства, да би се поново бавио овом темом на својим уљима и акварелима.

## Студије уметности
Између 1893. и 1896. Кустодијев је студирао у богословији и узимао приватне часове уметности у Астрахану од Павла Власова, ученика Василија Перова. Након тога, од 1896. до 1903, похађао је атеље Иље Рјепина на Империјалној академији уметности у Санкт Петербургу. Истовремено је похађао часове скулптуре код Дмитрија Стелетског и бакрописа код Василија Мате. Први пут је излагао 1896.
„Полажем велике наде у Кустодијева“, написао је Рјепин. „Он је талентован уметник и промишљен и озбиљан човек са дубоком љубављу према уметности; пажљиво проучава природу..." Када је Рјепин добио задатак да наслика велико платно за обележавање 100. годишњице Државног савета, позвао је Кустодијева да буде његов помоћник. Сликарски рад је био изузетно сложен и захтевало је велики труд. Заједно са својим учитељем, млади уметник је урадио портретне студије за слику, а затим извео десну страну завршног рада. Такође у то време, Кустодијев је направио низ портрета савременика које је сматрао својим духовном браћом. Рад на овим портретима знатно је помогао уметнику, приморавајући га да помно проучава свој модел и да проникне у сложени свет људске душе.
Током 1903. оженио се Јулијом Прошинском (1880–1942).
Посетио је Француску и Шпанију уз помоћ Империјалне академије уметности 1904. Године 1904. похађао је приватни студио Рене Менарда у Паризу. Након тога је путовао у Шпанију, затим 1907. у Италију, а 1909. посетио је Аустрију и Немачку, па поново Француску и Италију. Током ових година насликао је много портрета и жанровских дела. Међутим, ма где се Кустодијев затекао – у сунчаној Севиљи или у парку у Версају – осетио је неодољиву привлачност и позив своје домовине. После пет месеци у Француској вратио се у Русију.

## Каријера
Руска револуција 1905. године, која је уздрмала темеље друштва, изазвала је значајну реакцију уметника.
Сарађивао је у сатиричним часописима Жупел и Адскаиа Поцхта (Паклена пошта). Тада се први пут сусрео са уметницима Мир Искуства, групе иновативних руских уметника. Придружио се њиховом удружењу 1910. године и потом учествовао на свим њиховим изложбама.
Године 1905. Кустодијев се први пут окренуо илустровању књига, жанру у којем је радио цео живот. Илустровао је многа дела класичне руске књижевности, укључујући Мртве душе Николаја Гогоља, Кочију и Шињел; дела Михаила Љермонтова и Лава Толстоја.
Године 1909. изабран је у Империјалну академију уметности. Наставио је интензивно да ради, али тешка болест — туберкулоза кичме — променила је његов живот. По савету лекара отишао је у Швајцарску, где је провео годину дана на лечењу у приватној клиници. Чезнуо је за далеком домовином, а руске теме су наставиле да буду основна инсипрација за дела која је сликао током те године. Године 1918. насликао је Жену трговца, која је постала најпознатија његова слика.
Године 1916. постао је параплегичар. „Сада је цео мој свет моја соба“, написао је. Његова способност да остане радостан и живахан упркос својој парализи задивила је друге. Живописне слике и радосни жанровски комади који је радио након 1916. не откривају његову физичку патњу, већ напротив одају утисак безбрижног и веселог живота.
Његова Палачинка/Масленица (1916) и Фонтанка (1916) насликани су на основу сећања. Педантно обнавља своје детињство у ужурбаном граду на обалама Волге.
У првим годинама након Руске револуције 1917. уметник је са великим надахнућем радио у различитим областима. Савремене теме постале су основа његовог стваралаштва, оличене у цртежима за календаре и корице књига, у илустрацијама и скицама уличне декорације, као и у појединим портретима (Портрет грофице Грабовске).
Његове насловнице за часописе The Red Cornfield и Црвена Панорама привукле су пажњу својом живописношћу и оштрином тематике. Кустодијев се бавио и литографијом, илустровајући дела Некрасова. Његове илустрације за Лесковљеве приче Дарнер и Леди Магбет из Мценског округа биле су прекретнице у историји руског обликовања књига, тако да су одговарале књижевним сликама.

### Сценографија
Уметник је био заинтересован и за дизајн сценских сценографија. Први пут је почео да ради у позоришту 1911. године. Након успеха са првом представом стизала нови позиви за сценографски рад. Године 1913. дизајнирао је сценографију и костиме за Пазухинову смрт у Московском уметничком позоришту.
Његов таленат у овој сфери посебно је био очигледан у раду за драме Островског; То је породична ствар, Удар среће, Вукови и овце и Олуја. Миље комада Островског - провинцијски живот и свет трговачког сталежа - био је близак жанровским сликама самог Кустодијева, а он је лако и брзо радио на сценским кулисама.
Године 1923. Кустодијев се придружио Удружењу уметника револуционарне Русије. Наставио је да слика, гравира, илуструје књиге и дизајнира за позориште све до смрти од туберкулозе 28. маја 1927. у Лењинграду.

## Одабрана дела
- Шеталиште уз реку Волгу II (1909)
- Шеталиште дуж реке Волге (1909)
- Сајам (1910)
- Пролеће
- Ускршње честитке (1912)
- Лепота (1915)
- Палачинка уторак (1919)
- Изложбени штандови (1916 – 1920)
- Стенка Разин (1918)
- Трговачка жена (1918)
- Земља (1919)
- Бољшевик (1920)
- Фестивал II конгреса Коминтерне (1921)
- Гледање Волге (1922)
- Руска Венера (1926)
- Трговац

- Портрети
- Портрет Рене Нотгафт (1914)
- Цар Николај II (1915)
- Портрет грофице Грабовске (1917)
- Портрет Наума Аронсона (око 1910)
- Портрет Анисимова Александра Ивановича
- Портрет Василија Мате (1902)
- Портрет Јулије Кустодијеве (супруге) (1903)
- Исак Бродски (1920)
- Шаљапин или Шаљапинов портрет (1922)
- Портрет Николаја фон Мека
- Аутопортрет
- Аутопортрет
- Портрет младе жене
- Капица и Семјонов (1921)
- Максимилијан Волошин (1924)